# 伊賀駅
伊賀駅（いがえき）は、福岡県糟屋郡粕屋町長者原西一丁目にある、九州旅客鉄道（JR九州）香椎線の駅である。駅番号はJD10。

## 歴史
- 1904年（明治37年）1月1日：博多湾鉄道（1920年、博多湾鉄道汽船に改称）の長者原駅（ちょうじゃばるえき・初代）として開設[2]。
- 1908年（明治41年）10月1日：伊賀駅（いがえき）に改称[3]
- 1942年（昭和17年）9月19日：博多湾鉄道汽船が西日本鉄道に大同合併し同社糟屋線の駅となる。
- 1944年（昭和19年）5月1日：西日本鉄道糟屋線が戦時買収により国有化され運輸通信省（後の日本国有鉄道）香椎線となる[4]。
- 1974年（昭和49年）3月5日：業務委託駅化[5][6]。
- 1980年（昭和55年）3月31日：貨物取扱廃止[4]。
- 1984年（昭和59年）2月1日：駅員無配置駅となる[7][8]。
- 1987年（昭和62年）4月1日：国鉄分割民営化に伴い、九州旅客鉄道（JR九州）の駅となる[4]。
- 1988年（昭和63年）7月21日：委託駅員を配置[9]。
- 1993年（平成5年）3月：駅舎改築。
- 2000年（平成12年）6月24日：自動改札機を設置し、供用開始[10]。
- 2009年（平成21年）3月1日：ICカード「SUGOCA」の利用が可能となる[11]。
- 2015年（平成27年）3月14日：駅遠隔案内システム（Smart Support Station）「ANSWER」の導入に伴い無人化[12]。

## 駅構造

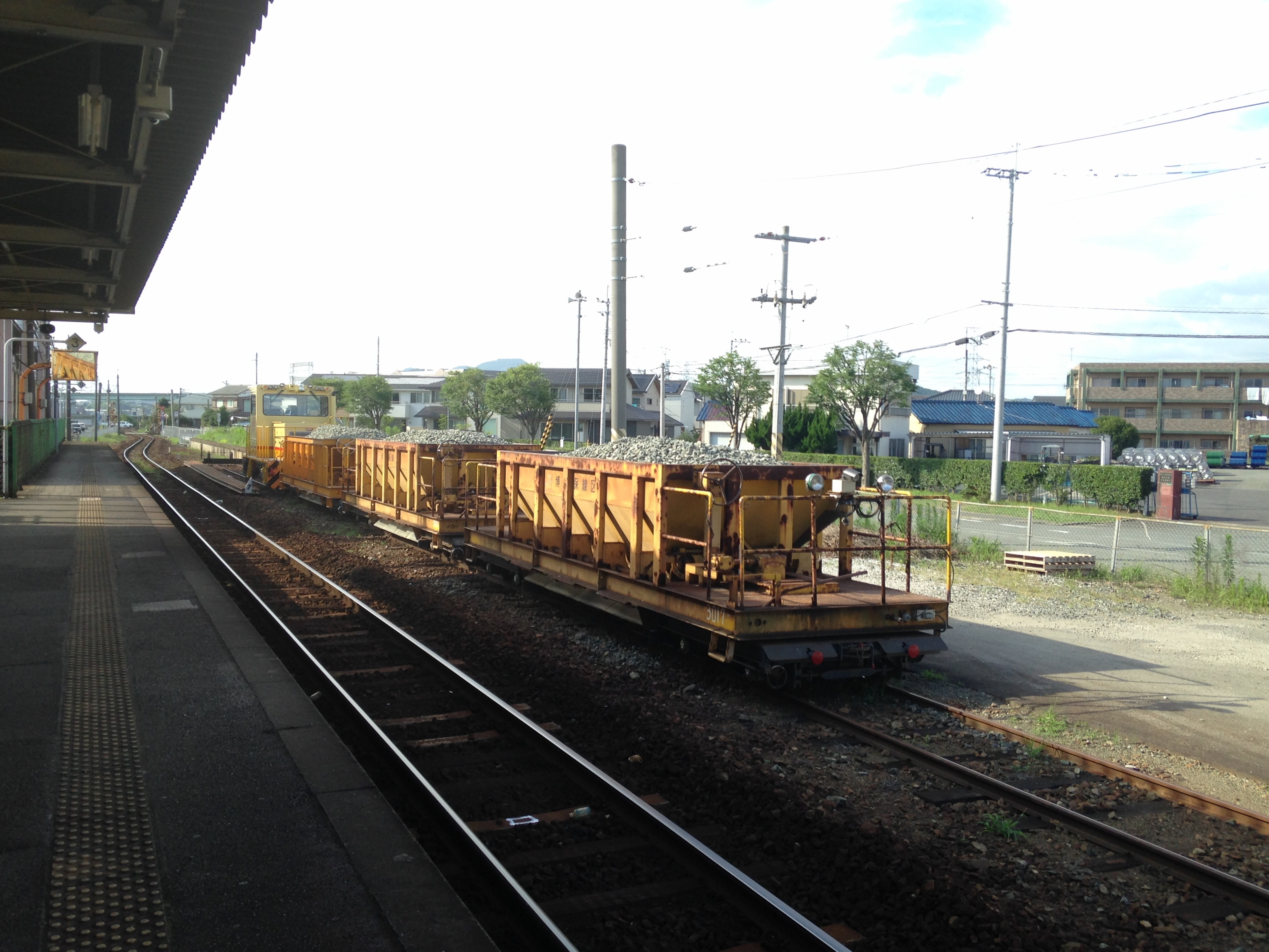
ホーム（2016年7月）

駅構内西側（下り列車進行方向に向かって右側）に駅舎と単式ホーム1面1線、保線車両留置用の側線を有する無人駅。駅舎にはコミュニティホール「ハーモニーホール伊賀」を併設している。
SUGOCAの利用が可能であり、チャージや無記名SUGOCAの発売も行っている。異常時には遠隔案内に対応する。

## 利用状況
2020年（令和2年）度の1日平均乗車人員は735人である。
| 年度   | 1日平均 乗降人員 | 1日平均 乗車人員 |
| ------ | ---------------- | ---------------- |
| 2006年 | 700              | -                |
| 2007年 | 1,100            | -                |
| 2008年 | 1,100            | -                |
| 2009年 | 1,100            | -                |
| 2010年 | 1,100            | -                |
| 2011年 | 1,200            | -                |
| 2012年 | 1,200            | -                |
| 2013年 | 1,300            | -                |
| 2014年 | 1,300            | -                |
| 2015年 | 1,400            | -                |
| 2016年 | 1,500            | 740              |
| 2017年 |                  | 769              |
| 2018年 |                  | 792              |
| 2019年 |                  | 825              |
| 2020年 |                  | 735              |

## 駅周辺
粕屋町の中心部よりやや北寄りに位置する。周辺は住宅地となっている。1988年に長者原駅が設置されるまでは当駅が粕屋町中心部への香椎線側の最寄り駅であった。また、駅前から県道545号線を約1km南下すると篠栗線の原町駅に行き着く。
- 福岡県立福岡魁誠高等学校
- 粕屋町立粕屋東中学校
- 粕屋町立大川小学校
- ザ・ビッグエクスプレス粕屋店
- はこぶね幼稚園
- 福岡県粕屋保健福祉事務所

## 隣の駅
九州旅客鉄道（JR九州）
 香椎線
土井駅（JD09） - 伊賀駅（JD10） - 長者原駅（JD11）